# Rosas blancas para mi hermana negra
Rosas blancas para mi hermana negra es una película mexicana de 1970 dirigida por Abel Salazar. La película fue producida por Gregorio Walerstein y las compañías Cima Films y Estudios América.
La película narra los dramas del racismo en una familia en donde la madre se opone a que su hija salga con un hombre de raza negra. La madre tendrá que replantearse sus creencias cuando su hija, que está a punto de morir, puede recibir una donación de una amiga negra.

## Sinopsis
Laura es una cantante de raza blanca y madre de Alicia. Angustias, de raza negra, es amiga de Laura y se enfrentan cuando Alicia se enamora de un joven de raza negra estudiante de medicina.
Laura consigue convencer a su hija para que finalice su romance, pero en un desafortunado accidente muere Roberta, la hija de Angustias. Al mismo tiempo, le diagnostican a Alicia una enfermedad congénita y su única esperanza es recibir un trasplante de corazón y la única donante compatible disponible es Roberta.

## Reparto
- Libertad Lamarque como Laura
- Eusebia Cosme como Angustias
- Robertha como Roberta
- Irma Lozano como Alicia
- Steve Flanagan como Ricardo
- Roberto Cañedo como Dr. Medina
- Luis Alarcón
- José Baviera
- Raymundo Capetillo
- Guillermo Argüelles
- Laila Novak